# Tantra

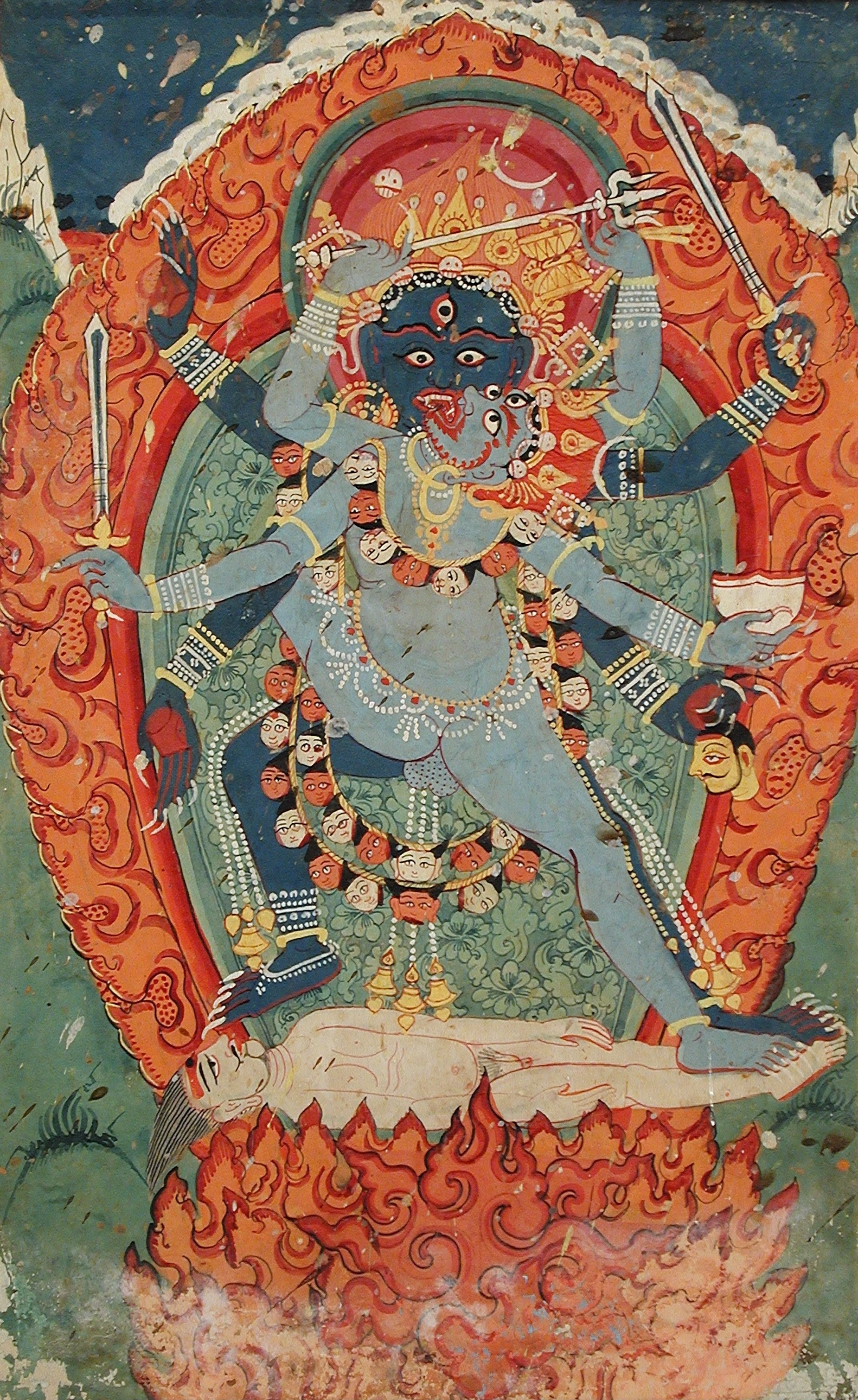
Il dio Bhairava in unione sessuale con la dea Kālī, acquarello del XVIII secolo. Bhairava brandisce il triṣūla (tridente) e mostra un teschio aperto e capovolto, volgendo le spalle a chi guarda; Kālī, di pelle scura, indossa la ghirlanda di teste e sostiene una testa mozzata mostrando la lingua. La coppia, all'interno di un arco di fuoco, si erge sul corpo di Śiva immobile sulle fiamme. Queste tre divinità ricorrono con frequenza in molte tradizioni tantriche: Bhairava, il Tremendo, è il distruttore della nescienza, colui che può dare lo slancio verso la Conoscenza; Kālī, la Nera, è espressione dell'energia divina, principio immanente onnipresente e «cuore glorioso» di Śiva stesso. Il loro amplesso, manifestantesi in tutta la sua aggressiva potenzialità, è espressione simbolica del ricongiungimento dell'umano e del divino, dell'uomo con Śiva, meta, quest'ultimo, di ogni via tantrica monista, Beatitudine suprema e Coscienza assoluta.

Tantra è un termine sanscrito (in scrittura devanāgarī, तन्त्र: "telaio", "ordito"; ma tradotto anche come "principio", "essenza", "sistema", "dottrina", "tecnica") per indicare sia un insieme di testi dalla non univoca classificazione, sia un controverso insieme di insegnamenti spirituali e tradizioni esoteriche originatesi nelle culture religiose indiane con varianti induiste, buddhiste, giainiste e bönpo, con diramazioni diffuse in Tibet, Cina, Corea, Giappone, Indonesia e molte altre aree dell'Estremo Oriente.
Per riferirsi ai diversi insiemi di tradizioni e culture è spesso adoperato come sinonimo anche il termine di tantrismo.

## Storia

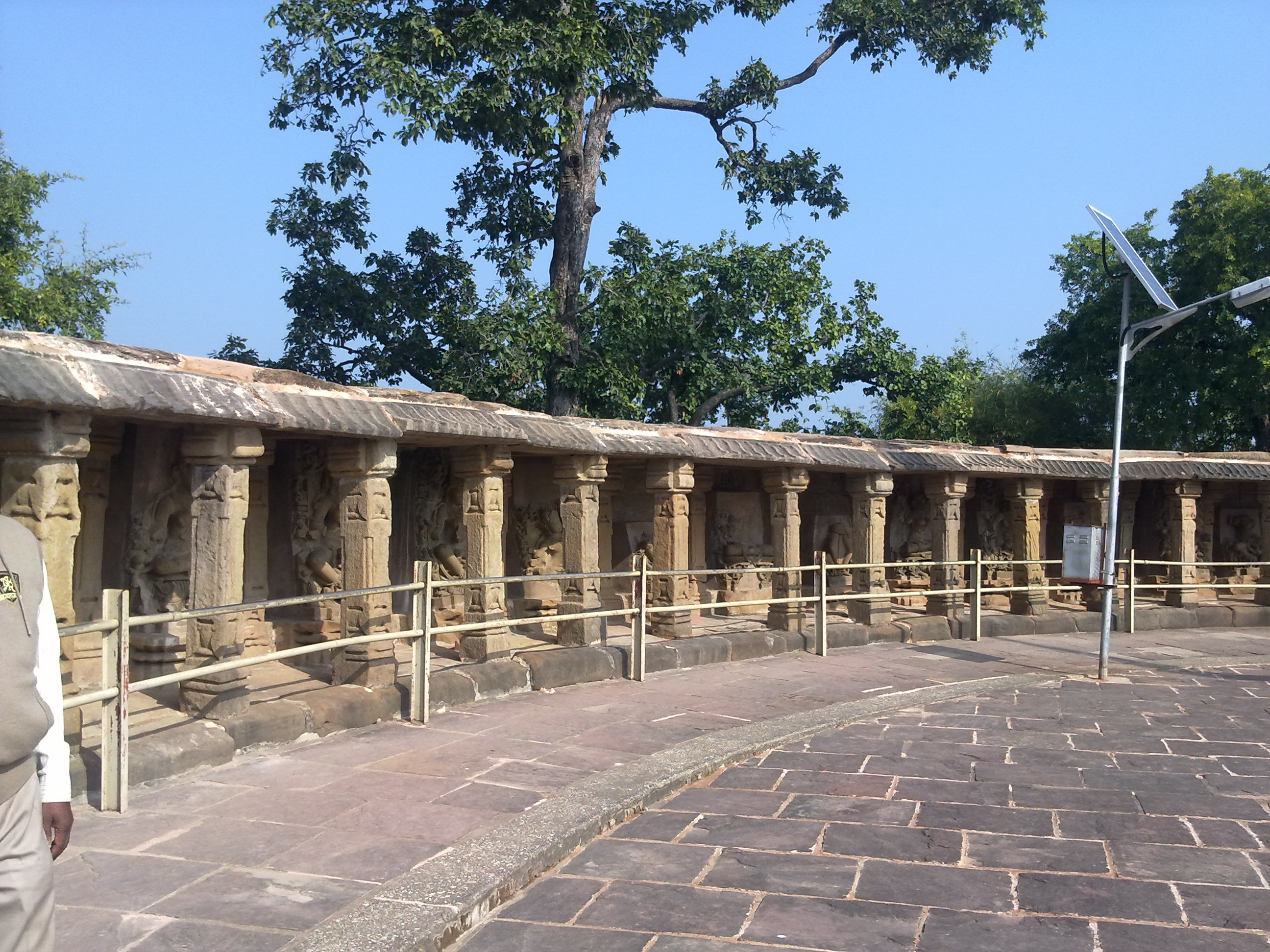
Il tempio dedicato alle Yoginī presso Jabalpur, India.
Le Yoginī sono divinità tantriche femminili secondarie (la tradizione ne enumera 64), compagne e assistenti di altri dèi, come Durgā, per esempio. Il tempio risale al IX secolo e presenta, come da tradizione, 64 Yoginī.

Le origini sono tutt'oggi discusse e controverse. Da un lato diversi autori fanno notare come alcuni reperti archeologici, precedenti alla Pietra di Gangdhar in Rajasthan risalente al 424 d.C. e considerata la prima iscrizione epigrafica conosciuta contenente aspetti di rituali tantrici, dimostrino che culti tantrici fossero sicuramente esistenti in data antecedente al 400 d.C. Ad esempio tra i reperti della civiltà della valle dell'Indo (III millennio a.C. circa) esistono figure maschili e di divinità femminili in terracotta, le Mātṛkā, di era quindi pre-vedica, che alcuni studiosi riconducono al culto di Śiva e Durgā. Vide Foote sostiene di aver trovato egli stesso nell'altopiano del Deccan simboli fallici (linga) tipici di alcune tradizioni tantriche.
Alcuni studiosi hanno voluto rapportare le origini del tantrismo allo sciamanesimo centroasiatico, ma tale connessione non è suffragata da alcuna prova storica, né le credenze tantriche hanno, secondo Padoux, caratteri che si possono far risalire allo sciamanesimo. È più probabile, invece, che sia stato il sud dell'India ad aver avuto un ruolo determinante. Accanto al mondo brahmanico, mondo ricordiamo elitario, è probabilmente esistito in India, sin da tempi immemori, un sostrato popolare, legato alle potenze naturali, alla terra. A questo erano associati culti popolari che si svolgevano ai margini del mondo brahmanico, in segreto, e da questi ebbe probabilmente origine il mondo tantrico.
I primi testi di riferimento di queste dottrine e pratiche apparvero in India tra il VI e il VII secolo d.C. e si baserebbero, secondo diversi autori, su tradizioni non scritte molto precedenti (come è per i Veda), cosa che quindi non può necessariamente implicare che fu quello il periodo in cui le tradizioni presero inizio:
David Lorenzen sottolinea come ciò che viene comunemente denominato "Tantra" è considerato di origine molto antica e precedente l'espressione in scrittura formale dei primi documenti conosciuti risalenti al V o VI secolo d. C., come ad es. i testi della scuola Kāpālika. Anna L. Dallapiccola sostiene invece che il Tantrismo ebbe origine in India e nell'Induismo essendo da considerare il Buddhismo tantrico come successivo, anche se i due fenomeni religiosi interagirono.
A partire dall'VIII secolo si può ritenere certa la presenza diffusa del fenomeno tantrico in buona parte del subcontinente indiano, in particolare nel Kashmir, zona cruciale per gli sviluppi e dell'induismo e del buddhismo. Dal Kashmir provengono filosofi come Vasugupta (VIII secolo) e Abhinavagupta (X secolo), preceduto quest'ultimo da una serie di profondi pensatori come Somānanda, Bhāskara I, Bhaṭṭa Kallaṭa, eccetera; le maggiori opere religiose e filosofiche indiane vengono da questa parte dell'India, che conservò il suo primato fino al XIII secolo, periodo in cui ebbe inizio l'invasione islamica. Anche il Bengala e il sud dell'India sono da considerarsi importanti, soprattutto per l'architettura religiosa.
L'espansione delle tradizioni tantriche si accompagnò con la loro evoluzione e diffusione in quegli ambiti che erano prettamente brahmanici. Sulle interazioni fra brahmanesimo e tantrismo, così sintetizza André Padoux:
(André Padoux, 2011, p. 34)

## Gli aspetti peculiari
Secondo l'accademico Padoux è possibile elencare una serie di caratteristiche peculiari dell'universo tantrico in sé, aspetti atti a riconoscere ciò che è "tantrico". Essi sono:
- Immanenza: l'universo e gli esseri umani sono permeati dell'energia divina, la śakti, personalizzata come una dea.
- Trasmissione: il tāntrika è un iniziato, il che implica la presenza di un maestro, il guru, e una trasmissione della dottrina (saṃpradāya) di maestro in maestro.
- Segretezza: le dottrine e le pratiche hanno il carattere della segretezza.
- Pūjā: il rituale di adorazione di una divinità è quello della pūjā, che è sempre tantrica nella sua struttura anche se rivolta a una divinità non tantrica.
- Maṇḍala: il pantheon, sempre vasto, è organizzato in maṇḍala.
- Mantra: l'oralità, la parola (vāc), assume un ruolo centrale in tutte le pratiche e riti, i mantra sono onnipresenti; molti di essi altro non sono che la forma fonica di divinità.
- Yoga: esistenza di uno stretto legame con lo yoga[14].

E aggiunge: "Tuttavia si può ammettere che il Tantrismo sia una categoria a parte e lo si può definire in generale come una via pratica ai poteri sovrannaturali e alla liberazione; consiste nell'uso di pratiche e tecniche specifiche (rituali, corporee e mentali), che sono sempre associate a una dottrina particolare."
Sulle peculiarità delle tradizioni tantriche, così altri studiosi:
- David Gordon White suggerisce che il principio chiave del tantra risieda nel fatto che l'universo che noi sperimentiamo sia la concreta manifestazione dell'energia divina che lo crea e lo mantiene: le pratiche tantriche cercano di contattare e incanalare quell'energia all'interno del microcosmo umano.[16]

Lo stesso autore più recentemente ha evidenziato come la caratteristica comune delle dottrine e delle pratiche tantriche consista nell'uso di maṇḍala, mantra e pratiche rituali allo scopo di mappare, organizzare e controllare un universo di potenze, impulsi e forze caotiche.
- Madeleine Biardeau riassume le dottrine tantriche come "un tentativo di porre kāma, il desiderio, in ogni suo significato, al servizio della liberazione."[19]
- Prabhat Ranjan Sarkar filosofo indiano contemporaneo noto anche con il nome spirituale di Shrii Shrii Ánandamúrti, spiega così il significato del termine tantra: "Il significato del termine tantra è "liberazione dal legame". La lettera ta è il seme (suono) dell'ottusità (staticità). E il verbo radice trae suffissato da da diventa tra, che significa "ciò che libera" - così, quella pratica spirituale che libera l'aspirante dall'ottusità o dall'animalità della forza statica ed espande il sé spirituale dell'aspirante è il Tantra sadhana. Per questo non potrebbe esistere alcuna pratica spirituale senza Tantra.[20] Lo stesso autore, in un altro volume spiega che i praticanti del tantra più elevato dovrebbero possedere ampie visuali, rinunciando ai pensieri ristretti ed essere disposti a sacrificarsi al fine di promuovere il benessere altrui. Superando in tal modo, attraverso l'autorealizzazione e il servizio disinteressato all'umanità, diversi ostacoli mentali.[21]

## Caratteristiche e terminologia

### Tantrismo
A proposito di questo termine occorre subito chiarire due aspetti fondamentali per la comprensione dell'intero fenomeno.
Il primo è che il termine è del tutto sconosciuto alla tradizione classica indiana, non esiste in sanscrito. Infatti esso fu coniato in occidente nel XX secolo da studiosi occidentali del mondo religioso indiano. Pare che il primo a menzionare "tantrismo" sia stato, nel 1918, l'avvocato britannico Sir John Woodroffe, che firmava con lo pseudonimo Arthur Avalon i suoi testi in qualità di orientalista.
Già dal secolo precedente gli orientalisti avevano individuato nel mondo hindu un insieme di fenomeni, culti e ideologie, che non riuscivano a rapportare al brahmanesimo, all'induismo classico fondato sui Veda e sulle Upaniṣad cioè. Essi riscontravano queste teorie e pratiche in testi che in buona parte adoperavano come suffisso il termine "tantra". Di qui i termini "tantrismo", "tantrico", e "tantra" nel senso di religione o setta religiosa.
Il secondo aspetto è strettamente connesso col precedente: il termine "tantrismo" finì per indicare e caratterizzare un insieme di pratiche e credi ritenuti sostanzialmente differenti e scollegati da ciò che era noto delle religioni dell'India, conoscenze per lo più teoriche, fondate sullo studio dei testi. Così l'accademico francese André Padoux:
(André Padoux, 2011, p. 13)
Questo errore di inquadramento era già stato messo in evidenza da alcuni studiosi, come l'indologo H. H. Wilson, che sin dal 1832 riconosceva i riti definiti poi tantrici in tutte le «categorie di hindu». Anche Arthur Avalon osservava l'induismo medioevale e moderno essere in larga parte tantrico.
Pur tuttavia si fece largo la convinzione che in India esistessero due fenomeni o tradizioni religiose abbastanza distinte tra loro, pregiudizio che tutt'oggi persiste, specie al di fuori degli ambiti accademici. Così si esprime al riguardo l'accademico italiano Raffaele Torella:
(Raffaele Torella, citato in André Padoux, 2011, p. XII)
Idea simile era già presente nel pensiero dello storico delle religioni Mircea Eliade che, in Techniques du Yoga (1948), nega lo status di nuova religione al tantrismo. Ancor più radicale è Madeleine Biardoux che nel suo L'induismo. Antropologia di una civiltà (1981) scrive che «il tantrismo non inventa nulla».
In ambito storiografico la categoria "Tantrismo" è criticata anche da altri studiosi:
- Per Herbert Guenther il "tantrismo" rappresenta "una delle nozioni più confuse e uno dei maggiori fraintendimenti che la mente occidentale abbia sviluppato".[26]
- Per André Padoux "non è facile fornire una valutazione obiettiva e scientifica del tantrismo, in quanto il soggetto è controverso e sconcertante. Non solo gli specialisti danno definizioni diverse del tantrismo, ma la sua stessa esistenza è stata talvolta negata."[15]
- Per Brian K. Smith "il tantrismo si può certamente classificare come tra le categorie più problematiche nello studio della religione in generale e nello studio dell'induismo in particolare. Praticamente ogni proposizione che riguarda il tantrismo è controversa, partendo dalle sue origini e caratteristiche distintive fino alla valutazione della sua posizione nella storia delle religioni".[27]

### Tāntrika
Esiste una letteratura indiana, i Tantra, i cui testi in buona parte adoperano il suffisso "tantra": in queste opere si definisce tāntrika il praticante, colui cioè che segue il percorso spirituale descritto nei testi. Il termine è poi spesso adoperato, sempre nella letteratura indiana, in opposizione a vaidika, colui che segue i Veda. Già nel XV secolo il filosofo indiano Kullūka Bhaṭṭa parlava di rivelazione duplice, nei Veda e nei Tantra, e non, quindi, di due rivelazioni, e nemmeno di un'ortodossia da un lato e eterodossia dall'altro.
Il culto vedico originario, tranne qualche raro caso, non esiste più al giorno d'oggi in India. Continuano però a esistere riti brahmanici la cui osservanza non è affatto respinta da chi si ritiene tāntrika. Fa notare Padoux che oggi l'ortodossia hindu riguarda più il comportamento sociale che quello religioso: non ha tanto importanza quale dio si adori e come, o quali templi si frequenti, o quali pratiche spirituali si preferisca seguire nel privato: più importanti sono sicuramente i riti sociali che segnano i passaggi importanti della vita (saṃskāra), e l'osservanza delle caste (varṇa).

### Tantra, i testi

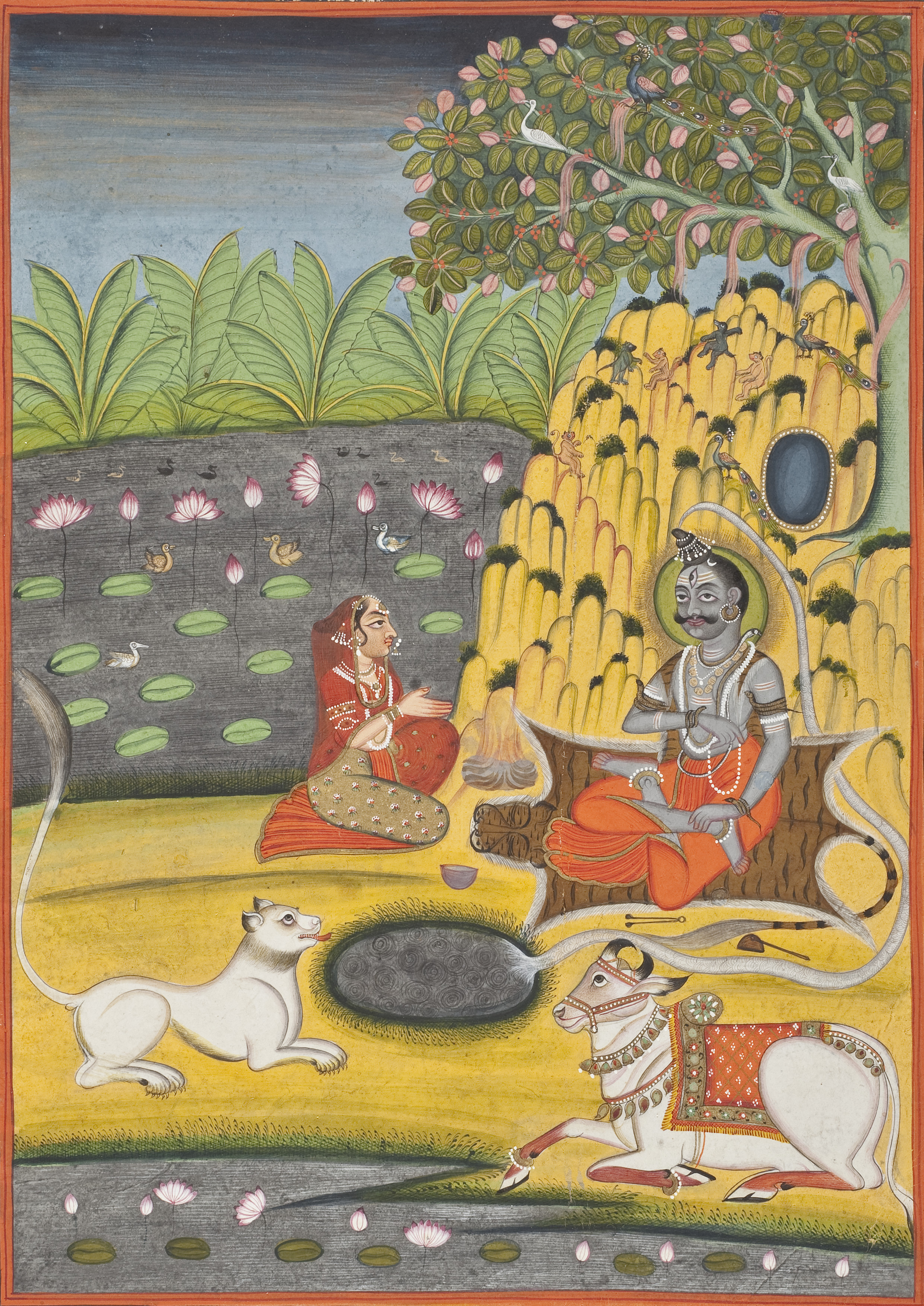
Pārvati ascolta gli insegnamenti del suo sposo il signore Śiva. Datia (Madhya Pradesh, India), aprox. 1750. Molti testi tantra sono nella forma di dialogo fra il dio e la dea; negli Śaiva tantra la dea interroga Śiva e costui risponde; negli Śakta tantra è la dea a rispondere alle domande del dio.

Esistono in letteratura molti testi definiti come Tantra, sia in sanscrito sia in lingue vernacolari, come il bengali e il tamil. Diverse sono anche le classificazioni di questo insieme di testi, non sempre univoche e universalmente accettate.
La tradizione vuole che siano 92 i tantra rivelati da Śiva, 28 Āgama e 64 Bhairava tantra. Accanto a questi Śaiva tantra occorre poi aggiungere gli Śakta tantra, per le tradizioni religiose che invece considerano la dea quale divinità principale; e molti altri insiemi di tantra che fanno parte di tradizioni minori.
Essendo stati questi testi trasmessi oralmente prima di darne testimonianza scritta, non è possibile fornire una datazione precisa dell'origine. L'orientalista olandese Jan Gonda ritiene che essi vadano datati dopo il IV secolo d.C.; André Padoux sostiene che la Niḥśvāsatattva Saṃhitā sia uno dei tantra fra i più antichi a noi pervenuti, esso risalirebbe al V-VI secolo.

### Tantra, il termine
Etimologicamente il termine "tantra" si ricollega alla radice verbale TAN, verbo che vuol dire "stendere", con riferimento a quanto si fa nella lavorazione dei tessuti. Il termine è perciò generalmente tradotto con "telaio", "ordito", e quindi in senso lato, "opera", "testo". In letteratura esistono altre traduzioni del termine, che tendono più o meno a dare una chiave interpretativa e del termine stesso e del contesto. Osho Rajneesh, moderno esponente del Tantra, ha reso il termine con "tecnica", "metodo":
(Osho, Il libro dei segreti, traduzione di Tea Pecunia Bassani e Swami Anand Videha, Bompiani, 2008, p. 15)
Gavin Flood fa notare che il termine può anche ricollegarsi alla radice TṚ, col significato quindi di "attraversare", "andare oltre", con riferimento al superamento del ciclo delle rinascite.
Nella tabella seguente si riporta in ordine cronologico la ricorrenza del termine in letteratura e la sua traduzione o accezione. Occorre comunque e in ogni caso tenere presente, nella lettura di questa tabella, che quello che a noi lettori di oggi è accessibile, è pur sempre la traduzione del termine stesso, quindi un altro termine, o un insieme di parole, effetto di una traduzione.
| Periodo          | Scrittura o Autore | Accezione |
| ---------------- | --- | --- |
| 1700 – 1100 a.C. | Ṛgveda, X, 71.9 | telaio (o dispositivo per la tessitura) |
| 1700 – ? a.C.    | Sāmaveda, Tāṇḍya Mahā Brāhmaṇa | essenza (o "porzione principale", forse a denotare che rappresentava la quintessenza dei Sastras)                                                                                        |
| 1200 – 900 a.C.  | Atharvaveda, X, 7.42 | telaio (o dispositivo per la tessitura) |
| 1400 – 1000 a.C. | Yajurveda, Taittirīya Brāhmaṇa, 11.5.5.3                                                                                             | telaio (o dispositivo per la tessitura) |
| 600 – 500 a.C.   | per Pāṇini nell'Aṣṭādhyāyī | tessuto preso dal telaio (con uso del termine "tantraka" come derivato da "tantra") |
| 600 – 400 a.C.   | Kāmikāgama o Kāmikā-tantra | grande conoscenza (su principi della realtà tattva e mantra) |
| 600 – 300 a.C.   | Śatapatha Brāhmaṇa | essenza (o "porzione principale", forse a denotare che rappresentava la quintessenza dei Sastras)                                                                                        |
| 350 – 283 a.C.   | per Chanakya nell'Arthaśāstra | strategia (politica, militare ecc.) |
| 300              | Īśvarakṛṣṇa autore della Sāṃkhyakārikā (kārikā 70)                                                                                   | dottrina (identifica infatti tutto il Sāṃkhya come un "Tantra)" |
| 320              | Viṣṇu Purāṇa | insieme di pratiche e rituali (parla della śakti di Visnù e dei culti a Durgā con l'uso di vino, carne, ecc.)                                                                            |
| 320 – 400        | per il poeta Kālidāsa nell'Abhijñānaśākuntalam                                                                                       | comprensione profonda o padroneggiamento di un argomento |
| 423              | iscrizione su Pietra di Gangdhar in Rajasthan                                                                                        | insieme di pratiche e rituali di culto tantrico giornaliero (Tantrobhuta) |
| 500 – 600        | Canone buddhista cinese (Vol. 18–21: Buddhismo Vajrayāna o buddismo tantrico)                                                        | insieme di pratiche o dottrine per l'ottenimento dell'illuminazione spirituale (incluse iconografie del corpo sottile con chakra, nadis, ed energie sottili, spiegazione di mantra ecc.) |
| 606 – 647        | per lo studioso e poeta sanscrito Bāṇabhaṭṭa (nel Harṣacarita e nel Kādambari), nel Cārudatta di Bhāsa e nel Mṛcchakatika di Śūdraka | insieme di pratiche e rituali con uso di maṇḍala e yantra per propiziazioni delle Mātṛkā, rituali (anusthana) di cura e altri tipicamente tantrici                                       |
| 788 – 820        | per il filosofo Śankara | sistema di pensiero o insieme di pratiche o dottrine |
| 950 – 1020       | per il filosofo Abhinavagupta nel Tantrāloka                                                                                         | insieme di pratiche o dottrine, insegnamento e/o dottrina shivaita (secondo le 3 forme: dvaita (dualista), dvaitādvaita (dualista e non-dualista insieme), ādvaita (non dualista))       |
| 1000 – 1100      | per il filosofo Bhaṭṭa Rāmakaṇṭha | insieme di pratiche o dottrine (divinamente rivelate) inerenti alla pratica del culto spirituale                                                                                         |
| 1150 – 1200      | per Jayaratha, commentatore di Abhinavagupta, nel Tantrālokavārttika                                                                 | insieme di pratiche o dottrine, insegnamento e/o dottrina Shivaita (come nel Tantrāloka)                                                                                                 |
| 1690 – 1785      | per il filosofo Bhāskararāya | sistema di pensiero o insieme di pratiche o dottrine |

Come indicato dalla tabella cronologica il termine "tantra" : 1) è trasversalmente presente in molte delle principali e più antiche scritture presenti (non solo) nel continente indiano; 2) inizialmente tendeva a denotare un mezzo o uno strumento inteso anche soltanto come scrittura, per poi estendersi a significare "dottrina" (il Sāṃkhyakārikā, 300 d. C. cirxa, principale testo della scuola vedica Sāṃkhya, identifica il Sāṃkhya (nella kārikā 70) come un tantra); 3) si è poi diffuso anche con il significato di "strategia", "insieme di pratiche e rituali" che sfoceranno nell'intero corpus della letteratura tantrica tradizionalmente definita tale. È pertanto riduttivo dare un significato univoco al termine.

### Le tradizioni tantriche
Alcune fra le maggiori tradizioni che presentano elementi tantrici sono: Aghora, Āḷvār, Bāul, Gauḍīya, Kālāmukha, Kālīkula, Kānpaṭha, Kāpālika, Kaula, Krama, Lākula, Liṅgāyat, Nātha, Nāyaṇar, Pāñcarāṭra, Pāśupata, Sahajiyā, Śaivasiddhānta, Śrīvidyā, Trika.
È possibile considerare e classificare queste tradizioni da più punti di vista, per esempio in relazione alla divinità principale (o alle divinità principali); in relazione all'area geografica di appartenenza e al periodo storico (molte sono estinte); in relazione all'eterodossia del rituale, nel senso di allontanamento più o meno marcato dai canoni vedici.
Buona parte di queste tradizioni contemplano quale divinità principale o comunque determinante Śiva, l'erede del dio vedico Rudra, già oggetto di venerazione sin dai primi secoli della nostra era, e assurto poi a grande dio dell'induismo. Molti studiosi sostengono inoltre che il culto di Śiva, o di altra divinità che ne aveva le caratteristiche, risalirebbe a epoche pre-vediche, stante ad alcuni sigilli ritrovati nella Valle dell'Indo e risalenti a un'epoca antecedente l'invasione degli indoari. La questione è comunque controversa.

Altrettanto numerose sono le tradizioni tantriche che invece prediligono il culto della dea, che si presenta con nomi e caratteristiche differenti, a volte anche ben contrastanti fra loro. Abbiamo, come dee più importanti: Tripurasundarī; Kālī, che fa parte di un gruppo di dieci dee, le Mahāvidyā (le dee della Grande Conoscenza); Durgā. Accanto a queste esistono comunque tantissime altre divinità secondarie, a volte solo locali come le dee di villaggio, a volte semplici compagne o assistenti di dee maggiori, quali per esempio le Bhairavī e le Yoginī.

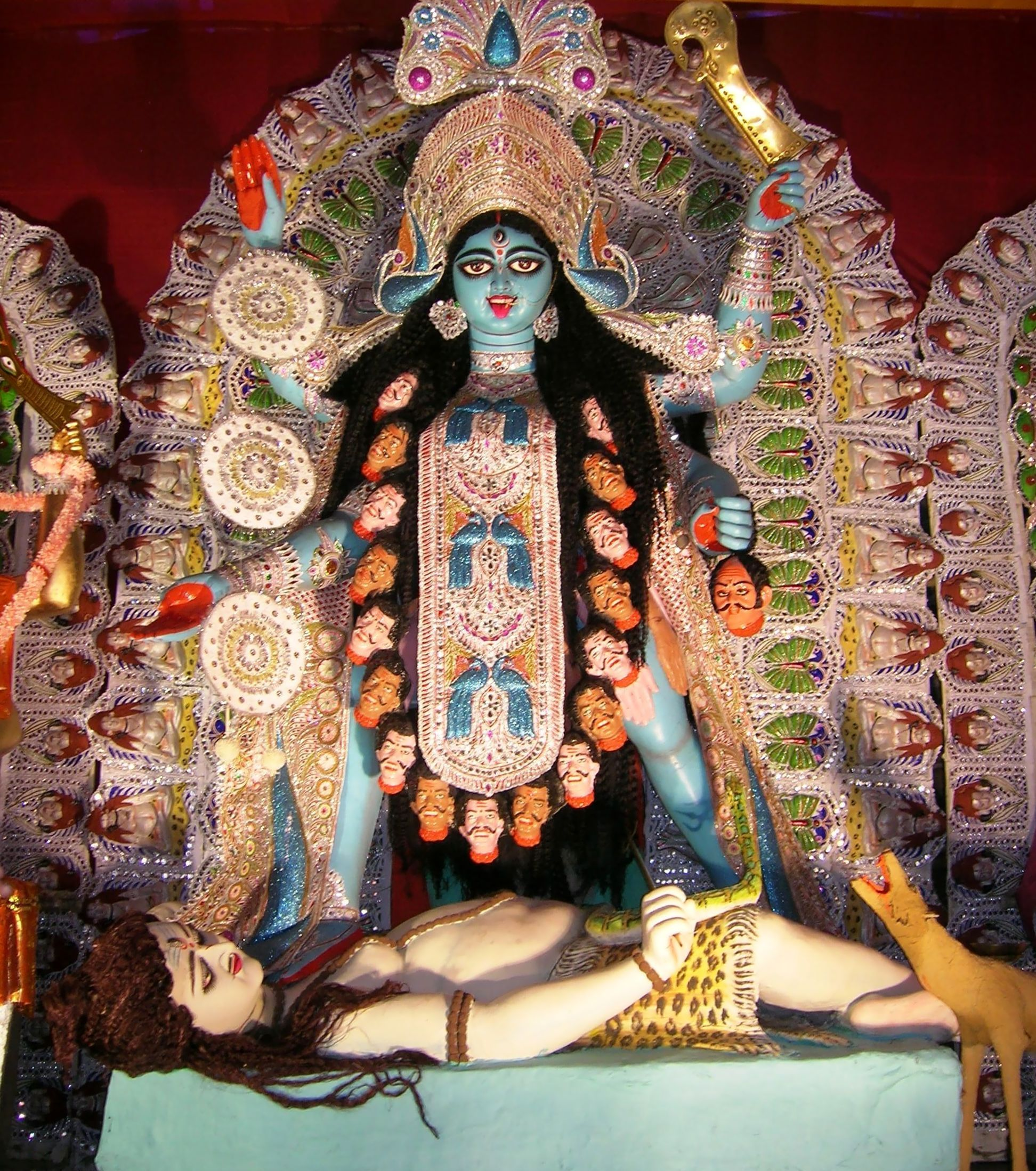
Statua moderna per l'adorazione di Kālī, dea feroce, padrona di sé stessa, comune a molte tradizioni trasgressive e cuore dello shivaismo kashmiro; qui rappresentata sul corpo immobile di Śiva a indicare il rapporto fra causa materiale e causa efficiente nel cosmo.

Non sempre è possibile distinguere nettamente fra tradizioni (tantriche) śaiva (quelle che si rifanno a Śiva) e tradizioni śākta (quelle che si rifanno alla dea: il termine deriva da Śakti, letteralmente "energia", e in senso lato dea, perché nelle tradizioni tantriche śaiva la dea è paredra del dio e sua "energia" che opera nel mondo, suo aspetto immanente).
Le tradizioni śākta sono tipiche dell'India meridionale, e certo non erano caratteristica del mondo ariano. Il mondo ario era essenzialmente patriarcale, né è possibile riscontrare un culto della Grande Madre nella cultura vedica. Queste tradizioni sono dunque molto probabilmente un'eredità delle popolazioni autoctone dell'India meridionale, delle popolazioni dravidiche o pre-dravidiche, come i munda; come aborigena è per esempio la devozione a una divinità sotto forma di adorazione, la bhakti; come aborigena è la forma di culto più diffusa oggi in India, la pūjā.
Nelle tradizioni tantriche si ritrovano dunque, già in epoche precedenti, molti elementi tipici dell'induismo attuale e che non facevano parte del mondo brahmanico: oltre la bhakti, la pūjā, il culto della dea, il dio Śiva nella sua forma pre-vedica o meno, va ricordato anche lo Yoga. Su quest'aspetto così sintetizza Mircea Eliade:
(Eliade, 2010, p. 334 e p. 194)
In ambito vaiṣṇava troviamo essenzialmente le tradizioni del Pāñcarāṭra e del Sahajiyā, essendo le tradizioni tantriche in gran parte o śākta o śaiva. Il Pāñcarāṭra, alla cui base vi è una vasta letteratura, è molto vicino all'ortodossia brahmanica e tuttora vivo in India. I seguaci sono devoti al dio Nārāyaṇa, assimilato a Viṣṇu e adorato anche col nome di Vasudeva. La sua śakti è Māyā, adorata anche col nome di Lakṣmī, dea benigna considerata dispensatrice di fortuna e benessere. Da Māyā è considerata emanata la natura, prakṛti, secondo una visione filosofica che è molto prossima quella del Sāṃkhya. Per il resto i seguaci non adottano riti trasgressivi e utilizzano i mantra e lo yoga come mezzi per la liberazione. I Bāul, tradizione ancora attiva nel Bengala, hanno raccolto l'eredità dei Sahajiyā, setta estinta: sono devoti alla coppia di dèi Kṛṣṇa e Rādhā, e praticano, fra altri culti devozionali, l'unione sessuale ritualizzata come mezzo per il raggiungimento della liberazione.
Un'altra tradizione moderata la si ritrova nello Śaivasiddhānta, una tradizione śaiva tuttora presente in India soprattutto nel sud e che risalirebbe almeno al X secolo. Śiva è adorato nella forma di Śadaśiva, Śiva l'eterno, il Signore (pati) che emana l'universo, lo conserva, lo riassorbe, si cela e si rivela per mezzo della grazia. Lo Śaivasiddhānta è dualista: da un lato le singole anime (paśu) sono eternamente distinte dal Signore (causa efficiente); dall'altro il mondo, nel quale agisce la māyā (causa materiale), è distinto da Lui. Quindi dio ha creato il mondo e le anime, ma ne resta sempre separato; l'unico contatto fra le anime e dio si ha nella grazia divina. La māyā non è una divinità, ma soltanto un'energia che non è dotata della coscienza di sé. Strumento principale per la liberazione è il rito: i seguaci dello Śaivasiddhānta sono iper-ritualisti e presentano una devozione emozionale (bhakti) molto accentuata. Essendo una dottrina dualista, la liberazione dal ciclo delle rinascite non implica alcun ricongiungimento dell'anima col Signore, ma soltanto un'assimilazione della Sua essenza. Il cammino per la liberazione è aperto a tutte le classi sociali, ma inaccessibile alle donne, le quali possono soltanto beneficiare del percorso del proprio consorte.
I Nātha costituiscono un'importante tradizione śaiva, evolutasi poi nel tempo e oggi rappresentata dai Kānpaṭha. È ai Nātha che si deve, nel IX secolo d. C. circa, l'introduzione nel mondo tantrico dello Haṭhayoga, sistema Yoga che contempla numerose posture (āsana), anche difficili, pratiche di purificazione del corpo e tecniche di meditazione complesse. La dottrina è non-dualista: tramite i metodi dello Haṭhayoga ci si può ricongiungere con dio, Śiva, che è attivo nel mondo con la sua śakti, non venerata quindi come dea ma visualizzata come sessualmente unita a Śiva.
Una delle più antiche sette śaiva è quella dei Kāpālika ("portatori di teschio"), i cui seguaci erano asceti distinguibili per il fatto di portare con sé un cranio umano aperto che usavano come scodella per il cibo. Da costoro e da altri culti trasgressivi e visionari che prediligevano divinità terrifiche, sorse, intorno al II secolo d. C., la sette dei Pāśupata e successivamente quella dei Lākula. Da questi ebbe quindi origine un nucleo di culti che va sotto il nome di Kula.

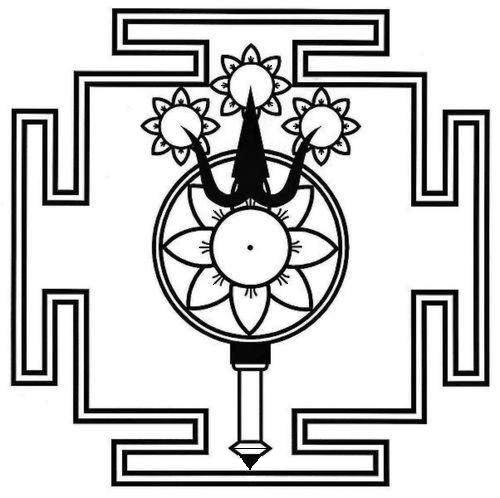
Una riproduzione schematica del triśūlābjmaṇḍala, il mandala del tridente e dei loti, adoperato in uno dei culti visionari della scuola del Trika. Le tre dee del Trika sono immaginate sui rebbi del tridente, che quindi l'adepto visualizza nel proprio corpo ripercorrendo tutti e 36 i principi costitutivi della manifestazione cosmica, dalla terra a Śadaśiva, steso immobile sotto i rebbi in corrispondenza della sommità del suo capo, e oltre, fino alle tre dee supreme, Parāparā, Parā, Aparā, il divino assoluto.

Del Kula originario, come delle altre sette, non si sa molto. Questo nucleo evolse dando luogo a quattro tradizioni, ciascuna coi propri Tantra e ciascuna col proprio pantheon, ma con le medesime concezioni metafisiche: sono non dualisti; e con un complesso di riti e pratiche yogiche somiglianti. Sono tradizioni śākta, essendo la divinità principale una dea, personificazione della "energia divina" di Śiva. Śiva conserva pur sempre una supremazia, che però è più di ordine metafisico che devozionale, e la dea è adorata sotto numerosissime forme, restando però una e sovrana.
Le quattro tradizioni sono:
- Pūrva-āmnāya ("tradizione orientale")

È l'erede del Kaula originale, col dio Kuleśvara e la dea Kuleśvarī, le otto madri Bramī, Kālī, eccetera. Questa tradizione è poi evoluta nella scuola del Trika. Il termine trika sta per "triade", e si riferisce al fatto che la dottrina che espone prevede un insieme di triadi. Per esempio Parā (la Suprema), Aparā (la Non-suprema), Parāparā (la Suprema-non suprema) sono le tre dee del pantheon, essenzialmente entità metafisiche. Il culto è rivolto invece alla dea Kālī. Dopo un'interruzione durata secoli, la scuola del Trika è stata ripresa nel XX secolo da Swami Lakshman Joo (1907 – 1991).
- Uttara-āmnāya ("tradizione settentrionale")

È la tradizione che ha dato poi luogo alla scuola denominata Krama, con le diverse forme di Kālī quali dee al centro dei culti. Il Krama è caratterizzato da un sistema pentadico e il termine sta per "successione", con riferimento al percorso spirituale che la coscienza deve seguire per la liberazione.
- Paścima-āmnāya ("tradizione occidentale")

È detta anche Kubjikāmata, dal nome della divinità principale, la dea gibbuta Kubjikā, il cui culto è ancora vivo nel Nepal.
- Dakṣiṇa-āmnāya ("tradizione meridionale")

È detta anche Śrīvidyā, e gli dèi principali sono quelli dell'eros: Kāmeśvara e Kāmeśvarī, col culto della dea Tripurasundarī (dea benigna, identificata anche con Lalitā nelle versioni vedantizzate), e di Bhairava.
Il Trika e il Krama non sono tradizioni nel senso stretto del termine, ma scuole esegetiche sviluppatesi come eredi delle rispettive tradizioni. Queste due scuole insieme a quelle dello Spanda e del Pratyabhijñā, costituiscono le quattro scuole dello Śivaismo tantrico non dualista, fiorito nel Kashmir tra la fine del I millennio e l'inizio del successivo.

I culti delle quattro tradizioni del Kula sono culti trasgressivi e visionari, e in questo si differenziano molto da altre tradizioni. Trasgressivi sia per l'uso di sostanze e cibi ritenuti impuri dall'ortodossia brahmanica; sia per l'adozione di pratiche proibite, quali l'unione sessuale ritualizzata (tranne che nella tradizione del Dakṣiṇa-āmnāya, la più moderata fra le quattro). I culti visionari prevedono pratiche di meditazione complesse, sia su yantra, sia sulle icone adibite al culto e all'adorazione, la pūjā.
I Liṅgāyat, sono una setta fondata da Basava nel XII secolo e tuttora attiva soprattutto nel Karnataka, avendo ereditato in qualche modo le tradizioni delle sette śaiva originarie. Più che essere dediti all'ascetismo, gli adepti preferiscono la via della devozione, e unico oggetto del loro culto è il liṅgā, il "segno" di Śiva, portato anche come pendente al collo (da cui il nome). Sono caratteristici anche per il fatto di non praticare la cremazione, ma la sepoltura.
Eredi attuali delle prime sette śaiva sono gli Aghora ("non terrifico"), movimento diffuso soprattutto a Varanasi. Questi asceti mangiano in teschi umani, meditano nei campi di cremazione e utilizzano le secrezioni del corpo come offerta agli dèi. Almeno fino alla fine del XIX secolo erano dediti al cannibalismo.

## Le pratiche
(Massima tantrica, citato in Mircea Eliade, Lo Yoga, Op. cit., p. 200)
Il tantrismo, nel fine che persegue in quanto insieme di dottrine, non si differenzia dagli altri movimenti religiosi hindu: è anch'esso una via per la liberazione (mokṣa) dal ciclo delle rinascite (saṃsāra), dalle sofferenza che l'essere in vita comporta. L'uomo vive in universo che è emanato e continuamente animato da dio, il quale dio può manifestare la sua potenza sia sotto forma di oscuramento (tirodhāna), essere cioè di ostacolo alla salvezza, sia concedendo la grazia (anugraha) nel mostrare le vie per la liberazione.
Fra l'umano e il divino sussiste un isomorfismo per cui il corpo risulta permeato di forze sovrannaturali. Il corpo assume, nelle tradizioni tantriche, un'importanza nucleare proprio per questa compenetrazione fra umano e divino, fra corpo e universo. La concezione non è certo nuova: già nei Veda è possibile rintracciare l'idea del corpo umano come microcosmo, e del macrocosmo come corpo; ma è proprio nel tantrismo che quest'aspetto si presenta come dato assolutamente caratteristico, e quasi ogni aspetto del mondo tantrico è inquadrabile in relazione al corpo. Così recita un'Upaniṣad dello Yoga:
(Yogatattva Upaniṣad, 86 e segg.; citato in Jean Varenne, 2008)
Per quanto concerne il sistema in sé, la via tantrica, più che essere una dottrina coerente, è un insieme di pratiche e ideologie, caratterizzato da una grande importanza dei rituali, da pratiche per la manipolazione dell'energia (śakti), con azioni talvolta considerate "trasgressive", dall'uso del mondano per accedere al sopramondano e dall'identificazione del microcosmo con il macrocosmo.
Tale correlazione consentirebbe al tāntrika (l'adepto dei Tantra) di poter accedere, mediante delle precise tecniche, all'energia cosmica presente nel proprio corpo e quindi raggiungere la liberazione con questo corpo e in questa vita (jīvanmukti).
Il tāntrika cerca di utilizzare il potere divino che scorre in tutte le manifestazioni universali al fine di ottenere i propri risultati, siano essi spirituali, materiali o entrambi.
I tāntrika considerano la guida di un guru un prerequisito indispensabile. Nel processo di manipolazione dell'energia il praticante ha diversi strumenti a disposizione: tra questi lo Yoga, con pratiche anche estreme che portano a un controllo pressoché completo del proprio corpo; la visualizzazione e verbalizzazione della divinità attraverso i mantra, e la meditazione su di essi; l'identificazione e internalizzazione del divino, con pratiche meditative tendenti a una totale immedesimazione con una divinità.
Secondo la visione del mondo hindu, l'evoluzione del mondo è ciclica, e all'interno di ogni ciclo (detto kalpa) sussistono ere (dette yuga) nelle quali la storia principia da un'età dell'oro (Satya Yuga) per giungere ad ere cosmiche di progressivo declino spirituale. L'ultima era, detta Kali Yuga (quella in cui attualmente viviamo), è caratterizzata da ignoranza spirituale, diffusione di falsi dèi o ateismo, commistione delle caste, guerre e sovvertimento dei valori del dharma.
Gli adepti del Tantra ritengono che i Veda e la tradizione brahmanica non siano più adeguate in questa nostra era: l'uomo ha perso la capacità spirituale di servirsi di quella tradizione per conseguire la liberazione. Né il rito vedico, né l'introspezione avviata nell'epoca delle Upaniṣad e nemmeno i metodi dello Yoga classico sono ritenuti sufficienti a questo scopo. In alcune tradizioni tantriche è possibile persino ravvisare un disprezzo per gli asceti: nel Kulārṇava Tantra si ironizza sul fatto che questi girino nudi come gli animali, ma non per questo, come gli animali, raggiungono la liberazione. Nel Guhyasamāja Tantra si può leggere:
(Guhyasamāja Tantra; citato in Mircea Eliade, Lo yoga, Op. cit., p. 197)
Il tantrismo ritiene che sia possibile raggiungere l'illuminazione anche nelle peggiori condizioni morali e sociali: l'età oscura in cui siamo immersi presenta innumerevoli ostacoli, che rendono difficile la maturazione spirituale. Per questo sono necessarie misure drastiche come, appunto, il metodo tantrico.

### Il guru
Il guru, specie nelle tradizioni tantriche, è ben più che un maestro spirituale. Egli non si limita ad impartire la dottrina al discepolo (śiṣya) come un ordinario maestro potrebbe fare, per quanto accorato e devoto: il guru è come un dio (gurudeva) che grazie alla propria potenza spirituale (śakti) "trasmette" al discepolo la dottrina e gli oggetti della tradizione. Per esempio, un mantra non può essere appreso semplicemente ascoltandolo (né tantomeno apprendendolo da un testo): deve e può solo essere passato dal guru al discepolo (guru śiṣya paramparā). Fra i due si stabilisce una relazione intima che ha i caratteri della riservatezza, della devozione e dell'obbedienza.
Va detto che questo stato di cose, questo lignaggio iniziatico, non è esclusivo del tantrismo, bensì comune a tutte le scuole hindu. Nelle tradizioni tantriche alcuni caratteri risultano però ben marcati: la segretezza e la devozione. Come si è accennato, il guru è considerato manifestazione divina, a lui si deve non soltanto obbedienza ma anche devozione nel senso stretto del termine. Per esempio, la gurupādukā, l'impronta dei piedi del guru, va vista come il segno della presenza divina, e come tale adorata e omaggiata.
Nelle tradizioni del Kaula ("famiglia", intesa come insieme di comunità che condividono la medesima tradizione), il rito di iniziazione (dīkṣā) del discepolo alla comunità (cakra; "cerchio", nel senso di "circolo", "setta") è una cerimonia piuttosto complessa. Il guru, quando ritiene essere giunto il momento, comunica al discepolo la decisione di introdurlo nella setta. Viene quindi organizzata una cerimonia con gli altri membri del cakra. Questa comincia con la recitazione di mantra e offerte alla dea, quindi prosegue con la richiesta ritualizzata del guru al Signore del Cerchio (cakreśvara). Il discepolo viene interrogato e preparato, mentre prosegue l'adorazione alla Dea. L'iniziazione propriamente detta ha luogo con il posizionamento del discepolo su un maṇḍala appositamente tracciato sul suolo; un'aspersione; la trasmissione di un mantra personalizzato; l'imposizione di un nome nuovo; quindi l'iniziato offre doni agli astanti. La cerimonia prosegue con riti che includono il pasto e l'unione sessuale (maithuna).
L'iniziato, il tantrikā, continuerà la sua via verso la realizzazione spirituale (sādhana) e un giorno potrà diventare guru egli stesso. Toccherà quindi a lui perpetuare (sampradāya) la dottrina, in quella che è una successione di maestri (guru paramparā) che così tramandano la disciplina.

### Il corpo yogico e lakuṇḍalinī

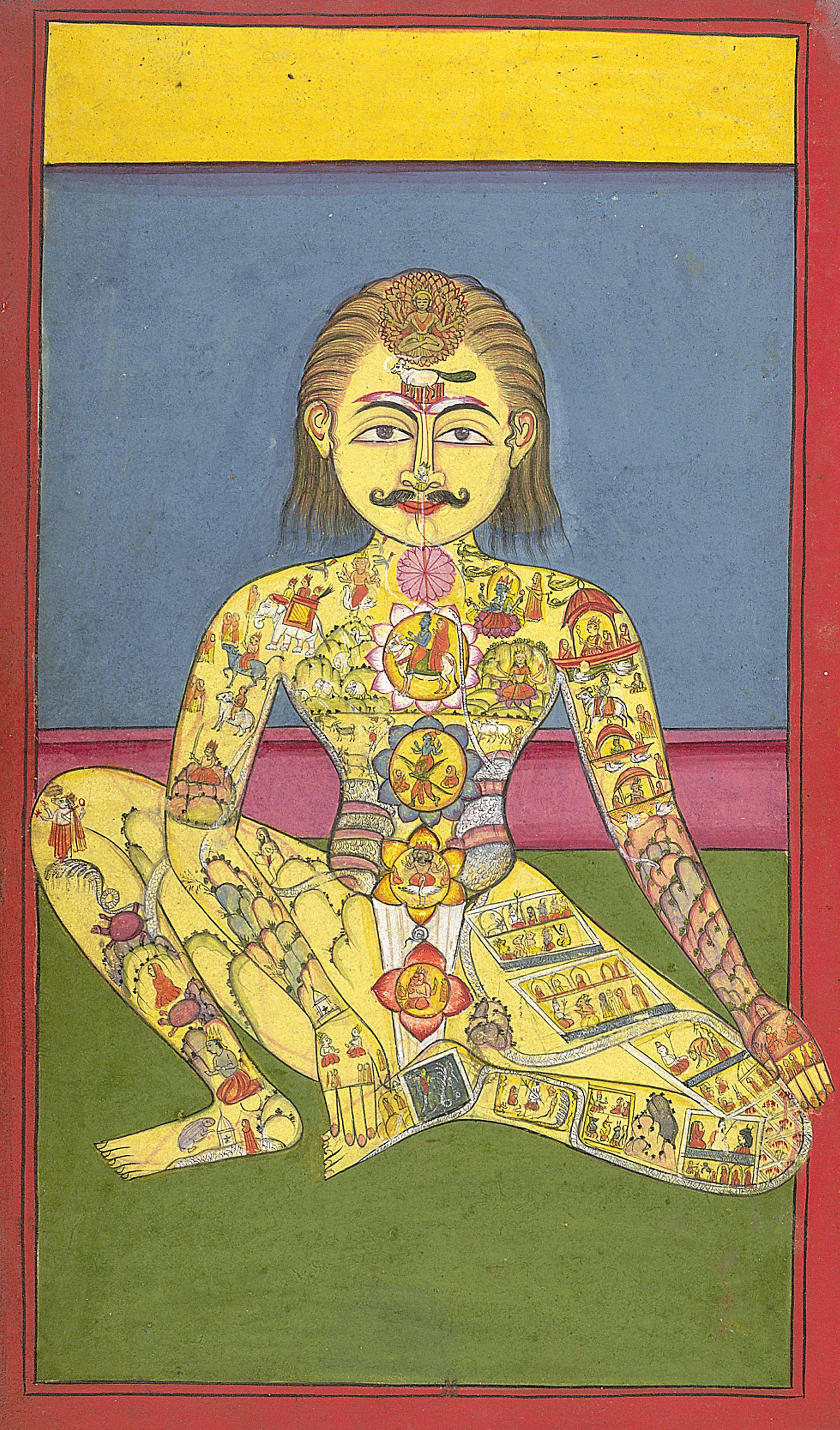
Il corpo yogico in un'illustrazione da un manoscritto del XIX secolo, India. Sono ben visibili sette cakra, raffigurati come fiori di loto (padma), e nel cakra più in alto, Śiva.

L'individuo è immaginato possedere una struttura complessa che convive col corpo fisico: è questo il "corpo yogico". Tale corpo yogico è costituito di canali (nāḍī) e centri (cakra o padma), e in esso gioca un ruolo determinante una potenza non umana bensì divina, la kuṇḍalinī. Lungo uno dei canali principali, la suṣumnā, quello che verticalmente collega la regione perineale con la sommità del capo, la kuṇḍalinī, che normalmente si trova allo stato latente alla base del canale stesso, può risalire, con pratiche adeguate, verso l'alto conducendo alla liberazione.
Il filosofo Kṣemarāja (X-XI secolo), discepolo di Abhinavagupta ed esponente della scuola del Trika, nel commentare un passo degli Śivasūtra, così descrive la kuṇḍalinī quiescente:
(Kṣemarāja, Śivasūtravimarśinī, commento a II, 3; citato in Lilian Silburn, La kuṇḍalinī o l'energia del profondo, trad. di Francesco Sferra, Adelphi, 1997, p. 76)
Bindu è il seme maschile, la scintilla che può risvegliare la kuṇḍalinī. In questo caso bindu è anche simbolo di Śiva in quanto Coscienza.
Il corpo yogico, fondamentale in quasi tutte le pratiche meditative e rituali, è ovviamente immateriale, è una struttura somatica inaccessibile ai sensi che l'adepto crea immaginandola, visualizzandola. Del resto molti culti tantrici sono culti visionari.
Va qui detto esplicitamente che lo Yoga cui il Tantra fa riferimento non è né il Kriyā Yoga né l'Aṣṭāṅga Yoga presentato da Patañjali nel suo basilare Yoga Sūtra (lo Yoga classico cioè), ma lo Haṭhayoga. Altrettanto esplicitamente va fatto notare che qui non si parla dello Haṭhayoga moderno (occidentale e indiano), invero versione reinterpretata di elementi tradizionali, ma dello Haṭhayoga che risulta dai testi classici, come la Gheraṇḍa Saṃhitā, la Haṭhayogapradīpkā o la Śiva Saṃhitā. Proprio per evitare questa confusione, molti autori preferiscono servirsi del termine "Kuṇḍalinī Yoga".
Secondo un'interpretazione classica, il termine haṭhayoga vuol dire letteralmente: unione (yoga) del Sole (ha) e della Luna (ṭha); e questa lettura risponde in pieno alle dottrine tantriche, per le quali la liberazione è il ricongiungimento della śakti, presente nell'individuo come kuṇḍalinī, con l'assoluto, Śiva, immaginato risiedere nell'ultimo cakra. È da notare che in questo simbolismo, Śiva è rappresentato dalla Luna: nell'iconografia classica del dio, bianco è il colore della sua pelle, bianco come il crescente di Luna che porta fra i capelli, bianco come il colore dello sperma, e sia per "Luna" sia per "sperma" è anche utilizzato il termine soma, il succo sacrificale, e il dio di cui si parla nei Veda.
Molte sono le tecniche che consentono il risveglio della kuṇḍalinī e la sua risalita lungo la suṣumnā. Ne fa una dettagliata esposizione Abhinavagupta nel suo Tantrāloka, vasto trattato sul mondo del tantra ai suoi tempi (X secolo circa). Ecco come il filosofo descrive la risalita dell'energia:
(Abhinavagupta, Tantrāloka 138-41ab; citato in Lilian Silburn, La Kuṇḍalinī o l'energia del profondo, trad. di Francesco Sferra, Adelphi, 1997, p. 46)
Nella interpretazione dello shivaismo tantrico non dualista, commenta l'indologa Lilian Silburn, Śiva, Essere Supremo, è il soggetto conoscente, l'oggetto conosciuto e la conoscenza stessa, e quindi l'emissione e l'assorbimento della kuṇḍalinī restano emissioni di Śiva.
In un testo precedente (IX secolo circa), il Vijñānabhairava Tantra ("Conoscenza del Tremendo"), è presentato concisamente un compendio di tecniche yogiche; qui un esempio di uso del controllo della respirazione per il risveglio della kuṇḍalinī:
(Vijñanabhairava, 152, a cura di Attilia Sironi, introduzione di Raniero Gnoli, Adelphi, 2002)

### Evoluzione e involuzione
Secondo Swami Nikhilananda, esponente dell'Advaita Vedānta, nelle dottrine tantriche il Satchitananda ha insieme sia il potere dell'auto-evoluzione che quello dell'auto-involuzione. La Realtà fisica (prakṛti) si evolve in una molteplicità di cose ed esseri viventi, eppure al tempo stesso resta pura coscienza, essere e beatitudine; in questo processo di evoluzione, Māyā ("illusione") nasconde la realtà e la separa in coppie di opposti, come conscio e inconscio, piacevole e spiacevole, e così via. Queste condizioni limitano o restringono l'individuo (jīva) e trasformano la sua percezione in quella di un animale.
In questo mondo relativo, Śiva e Śakti sembrano separati; nel Tantra, però, anche durante l'evoluzione, la Realtà resta identica, sebbene il Tantra non neghi né l'atto né il fatto di questa evoluzione. Di fatto, il Tantra afferma che sia il processo di evoluzione universale sia quello individuale sono Realtà, prendendo le distanze sia dal puro dualismo sia dal non-dualismo del Vedānta.
Comunque, l'evoluzione o "corrente di uscita" è solo una delle funzioni di Māyā; l'involuzione, o "corrente di ritorno", riporta il jiva alla sorgente o radice della Realtà, rivelando l'infinito. Si dice che il Tantra insegni il metodo per cambiare il verso della corrente, da quella di uscita a quella di ritorno. Questa idea è alla base di due proverbi tantrici: "ci si deve rialzare con quello che ci fa cadere" e "lo stesso veleno che uccide diventa l'elisir della vita se usato dal saggio".

### Pratiche tantriche
Per il tantrikā il mondo è permeato di potenze divine, energie che è possibile manipolare con la corretta esecuzione dei rituali. Il rito tantrico è spesso molto articolato, e implica non soltanto la gestualità e l'oralità, ma anche la visualizzazione interiore. Il coinvolgimento del corpo può essere tale da alterare lo stato di coscienza dell'officiante: non è intatti infrequente assistere a fenomeni di possessione (āveśa).
La pratica di culto più comune è la pūjā, l'omaggio a una divinità. Il rituale è sostanzialmente diviso in due parti: la purificazione e divinizzazione del corpo dell'officiante ("culto interiore"); l'omaggio vero e proprio ("culto esteriore"). La prima parte consiste nel rendere il corpo dell'officiante degno di poter eseguire l'omaggio, e prevede pratiche di purificazione con lavacri e mantra, seguito da pratiche di visualizzazione. La seconda parte continua con mantra e pratiche di visualizzazione accompagnate, con variazioni a seconda della divinità, dal rito di adorazione.

Esistono poi i riti di iniziazione (dīkṣā), il cui fine è la trasformazione spirituale dell'iniziante, il suo cambiamento di stato ontologico: riti di affiliazione alla setta tantrica; riti di passaggio; riti periodici o di occasione (nainmittika); riti funerari; riti per l'acquisizione di poteri; l'iniziazione a guru (ācārya); l'iniziazione a figlio spirituale (putraka), eccetera.

Elementi pressoché comuni dei riti sono i maṇḍala e i mantra.

#### Maṇḍalaeyantra

Un disegno non tradizionale dello śrīcakra, noto anche come Śrī Yantra, utilizzato nella tradizione dello Śrīvidyā. Questo yantra rappresenta l'attività cosmica della dea Tripurasundrī, la Bella dei tre mondi: vi si possono distinguere una fascia esterna di forma quadrata con quattro accessi sul mondo; due fasce centrali disegnate rispettivamente con sedici e otto petali; una parte interna fatta di quattro triangoli con la punta verso l'alto e cinque con la punta verso il basso, che si intersecano a formare complessivamente 43 triangoli; un punto centrale, il bindu, ove si visualizza la dea stessa.

Il termine maṇḍala vuol dire letteralmente "cerchio", nel senso di "ciò che circonda", ed è qui utilizzato per indicare un elemento caratteristico della liturgia tantrica. Esteriormente si presenta come un disegno, o un'incisione, a volte molto complesso, altre volutamente schematico, che basandosi su simmetrie e figure geometriche quali il cerchio, il quadrato e il triangolo, spesso inserisce motivi grafici anche molto elaborati. I maṇḍala non sono affatto una prerogativa del tantrismo, se ne ritrovano infatti anche in altre culture e religioni, e non è tanto nel tantrismo hindu quanto in quello buddhista che i maṇḍala diventano opere vere e proprie, manufatti che richiedono anche mesi per poter essere realizzati.
Nel tantrismo hindu è più spesso utilizzato un tipo di maṇḍala più semplice, lo yantra (letteralmente "strumento", ma anche "amuleto"), volutamente schematico per poter essere disegnato o inciso con facilità.
Per i tantrikā il maṇḍala è un'immagine del cosmo e una teofania. In quanto imago mundi possiede un centro, detto bindu, e una geografia costituita di elementi simbolici. In quanto teofania lo yantra è dunque anche oggetto sacro oltre che simbolico, e non assurge soltanto a "dimora" (temporanea) della divinità, ma diventa anche espressione dei significati metafisici di cui la divinità è portatrice.
Il maṇḍala, o lo yantra, è utilizzato in diversi modi: può essere tracciato sul suolo, per lo svolgimento di alcune cerimonie che ne prevedono l'uso (come le iniziazioni); può essere disegnato o dipinto su stoffa o inciso su pelle o metallo, per realizzare uno strumento di meditazione o anche di adorazione di una divinità (spesso la Dea) che vi viene fatta temporaneamente discendere. Esistono, inoltre, anche yantra tridimensionali. Così un testo della scuola Kaula:
(Kaulāvalīam; citato in Alain Daniélou, Miti e dèi dell'India, traduzione di Verena Hefti, BUR, 2008, p. 396)
Nelle cerimonie di iniziazione il maṇḍala tracciato sul suolo prevede una fascia esterna dal doppio significato: impedire l'accesso ai non iniziati e "bruciare" l'ignoranza che impedisce la conoscenza metafisica. All'interno di questa fascia ve ne è un'altra che simboleggia l'illuminazione, nella cui area sono rappresentate gli aspetti della conoscenza, spesso rappresentati da divinità terrifiche. Segue un'ulteriore fascia che simboleggia la rinascita spirituale, nel cui centro si trova il maṇḍala propriamente detto, sede di una o più divinità.
Un'altra applicazione dello yantra la si ritrova nella costruzione dei templi: la pianta di questi infatti è un vero e proprio yantra, e di più, la struttura e le proporzione del tempio stesso non sono opera di architetti, ma sono dettate dai testi sacri, dai Tantra.

#### Mantra
I mantra, che esistono sin dall'epoca vedica, rivestono nelle tradizioni tantriche un'importanza particolare, e per la loro onnipresenza nel rituale, e per il loro senso profondo. Mentre nel brahmanesimo il mantra è l'inno invocato nelle oblazioni o la formula rituale, nel contesto tantrico il mantra si arricchisce di altri significati, divenendo spesso un enunciato privo di senso apparente, denso di "energia", adoperato anche per scopi magici oltre che religiosi.
Spesso, ma non sempre, un mantra è inteso come la forma fonica di una divinità, e quando così, è ritenuto sacro. Ad esempio, il mantra della dea Tripurasundarī è:
Esso è costituito di quindici sillabe ordinate in tre gruppi. Queste sillabe sono poi a loro volta mantra, mantra monosillabici detti bīja ("seme"), ognuno portatore di un particolare significato o essi stessi forma fonica di una divinità, e possono essere raggruppate per costruire così mantra più complessi, come quello riportato nell'esempio.
Il bīja SAUḤ è, per esempio, il mantra della Dea suprema del Trika, composto dai tre fonemi S ("l'Essere"), AU ("la congiunzione delle tre energie di Śiva"), Ḥ ("l'emissione cosmica", il visarga). L'interpretazione è del filosofo Abhinavagupta: "L'universo, grazie alla presa di coscienza delle tre energie, è seme che sta per essere emesso nel grembo di Bhairava". SAUḤ è quindi l'universo nel suo stato nascente: in questo senso il mantra è anche noto come «il seme del cuore di Śiva». Esso è adoperato nelle pratiche yogiche per l'ascesa della kuṇḍalinī, e così André Padoux commenta:
(André Padoux, 2011, p. 146)
Il bīja più noto è Oṃ, che può essere impiegato da solo, come espressione fonica dell'Assoluto, o adoperato come formula iniziale dei mantra di invocazione, come ad esempio nell'invocazione alla dea Kālī: Oṃ Kalyai namaḥ.

La recitazione ripetitiva di uno stesso mantra è detta japa, pratica spesso accompagnata da una precisa gestualità anch'essa densa di significati, le mudrā, e adoperata in molti contesti, quali la pūjā; i riti collettivi; o anche come ordinario atto di devozione a una particolare divinità; oppure, connessa alla respirazione, nelle pratiche meditative.
L'esempio più eclatante di tecnica meditativa con mantra è quello della cosiddetta "recitazione non recitata" (ajapājapa), nella quale il mantra HAṂSA non è in realtà pronunciato, ma articolato con i flussi dell'inspirazione e dell'espirazione. Questo mantra è costituito dai bīja HA e SA che vengono qui intesi come l'espressione delle frasi ahaṃ saḥ ("io sono Lui") e, in senso inverso, so 'haṃ ("Egli è me", con riferimento a Śiva): la funzione fisiologica della respirazione è qui strettamente connessa con la parola, il tutto inteso come un'espressione complessa dell'identificazione con Dio.

#### Riti sessuali

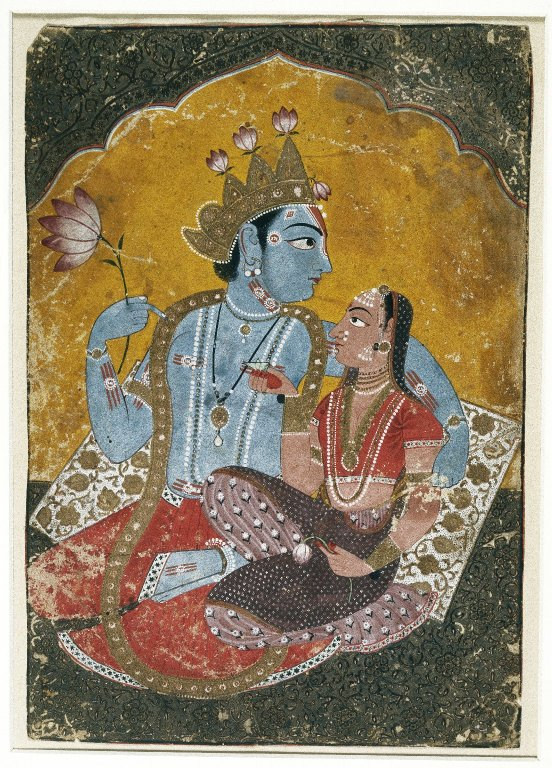
La coppia divina di Kṛṣṇa e Rādhā, acquarello del XVII secolo. L'amore del dio con Rādhā, la sua preferita fra le pastorelle, è stato ed è tuttora soggetto d'ispirazione per una vasta letteratura religiosa, spesso dai risvolti decisamente erotici.

I riti sessuali potrebbero essere emersi agli inizi del Tantra induista anche come un metodo pratico di generare fluidi corporei trasformativi per costituire un'offerta vitale alle divinità tantriche, oppure essersi evolute da cerimonie di iniziazione dei clan che comprendevano la transazione di fluidi sessuali.
Nelle tradizioni del Kaula, per esempio, l'iniziato di sesso maschile era inseminato o insanguinato con le emissioni sessuali della consorte femmina, talvolta frammiste al seme di un guru, ed era così trasformato in figlio del clan (kulaputra) per grazia della consorte; si pensava infatti che il fluido del clan (kuladravya) o nettare del clan (kulāmṛita) scorresse naturalmente dalla sua pancia. Sviluppi successivi del rito enfatizzavano l'importanza della beatitudine e dell'unione divina, che sostituirono le connotazioni più corporee delle forme più antiche. Sebbene in Occidente il Tantra sia pensato come coincidente con i riti sessuali, solo una minoranza di sette vi fa ricorso, e nel tempo per lo più questi riti hanno subito un processo di sublimazione.
Non si ritrovano riti sessuali nelle tradizioni viṣṇuite del Pāñcarātra, per esempio, né nello Śaivasiddhānta, corrente religiosa śaiva (dualista e dualista/non-dualista). È però possibile affermare che tratto comune di tutte le tradizioni tantriche è la piena accettazione della varietà del mondo, del piacere in generale e del desiderio sessuale o amoroso (kāma) in particolare. Del resto gli induisti non considerano il sesso un'attività peccaminosa, anche se il perseguire il piacere, l'esserne in qualche modo dipendente cioè, continua a legare l'individuo al mondo ostacolando la liberazione. Questo contrasto fra il sesso e il fine spirituale delle liberazione è risolto, in alcune tradizioni tantriche, guardando all'eros come la via maestra per accedere al divino, eros qui inteso come principio presente in diverse forme, non solo nei riti e nelle pratiche, ma anche nelle speculazioni metafisiche, nella teologia, nella mitologia, nei pantheon e nello yoga.
Una caratteristica comune ai pantheon tantrici è la coppia (yamala): ogni dio è compagno di una dea, per esempio Śiva con Pārvatī, o anche con Durgā o Umā; Visnù con Lakṣmī; Bhairava con Tripurasundarī; Kṛṣṇa con Rādhā; eccetera. Anche nelle tradizioni śākta, dove è la dea a essere considerata essere supremo (per esempio Kālī o Kubjikā), pur se meno appariscente, è presente la divinità maschile, quasi sempre Śiva.

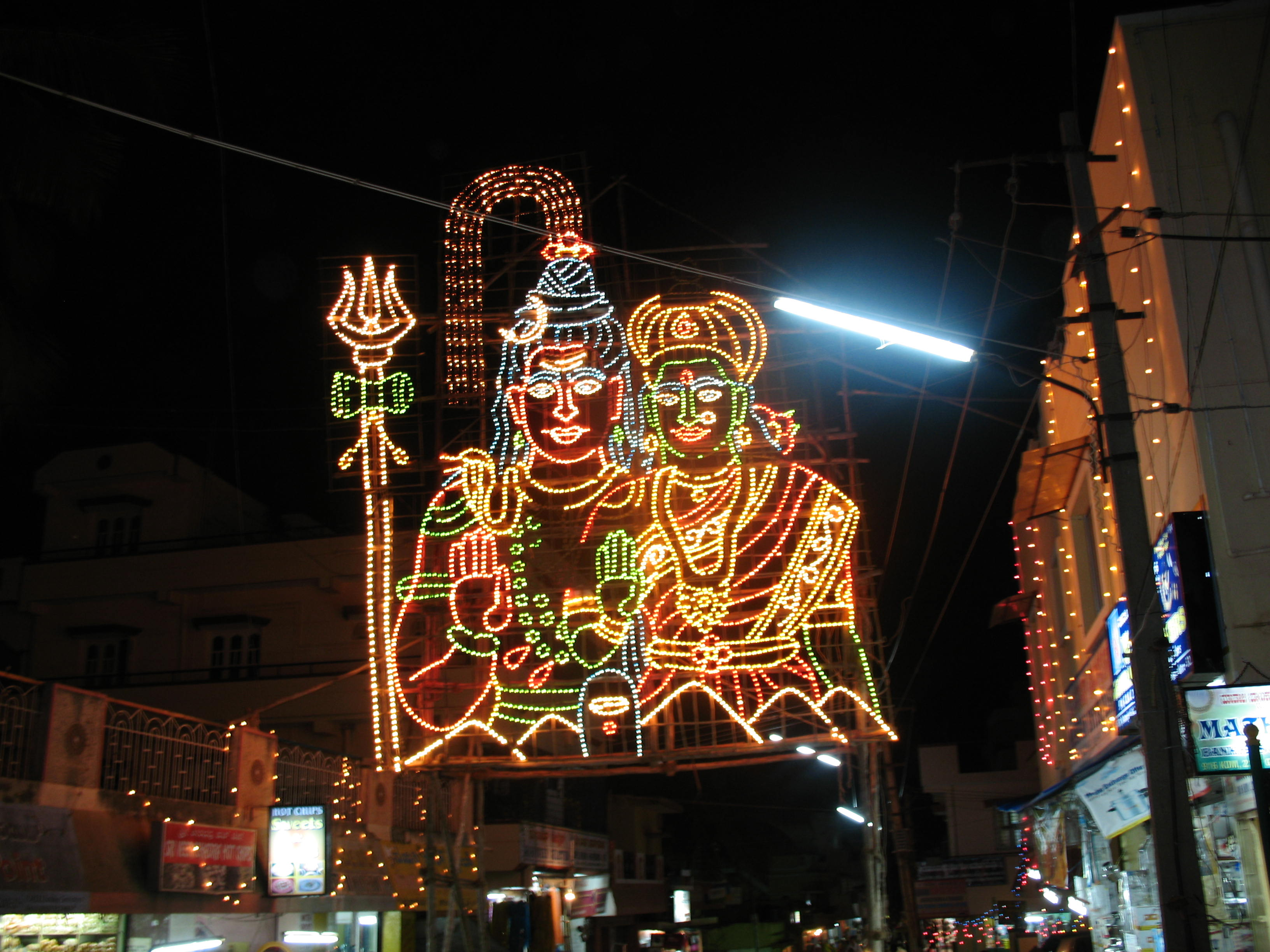
Una rappresentazione moderna di Śiva e Pārvatī, Bangalore, India

La coppia divina è in realtà, specie nelle dottrine moniste del Kashimir, intesa come l'unica divinità suprema, vista nei due aspetti trascendente (il maschile) e immanente (il femminile). La Śakti, il polo femminile, altro non è se non la potenza del dio, il suo aspetto immanente, la forza vivificante che opera nel mondo. Śakti è presente nell'essere umano come kuṇḍalinī, energia quiescente, che l'individuo può risvegliare e utilizzare per fini spirituali. Śakti è presente in ogni donna, nel senso che ogni donna è ritenuta rappresentare e possedere naturalmente l'energia divina. Da ciò deriva il posto in un certo senso privilegiato che la donna occupa nelle tradizioni tantriche, cosa che non è possibile riscontrare nel brahmanesimo. Di più, secondo la tradizione vaiṣṇava del Sahajiyā (tuttora seguita nel Bengala presso i Bāul), e l'uomo e la donna sono ritenuti rappresentazioni concrete della coppia divina, in questo caso Kṛṣṇa e Rādhā, e l'unione sessuale ritualizzata è mezzo per il raggiungimento del samādhi.
La kuṇḍalinī, forma concreta della Śakti, si trova normalmente inattiva nell'individuo, arrotolata (è questo il significato letterale del termine) nella zona perineale del corpo yogico. Secondo le dottrine yogiche del Tantra, questa kuṇḍalinī ha come meta suprema, proprio in quanto Śakti, il ricongiungimento con la controparte maschile, Śiva: è la riunione del maschile e del femminile, il ripristino dell'androginità originaria, la realizzazione nel microcosmo umano dell'Essere Supremo. Nei testi che spiegano le tecniche yogiche per la risalita della kuṇḍalinī, il linguaggio adoperato è ricco di metafore sessuali.
Così si esprime Abhinavagupta a proposito dell'unione:
(Abhinavagupta, Tantrāloka III, 68-69; citato in Lilian Silburn, La Kuṇḍalinī o l'energia del profondo, trad. di Francesco Sferra, Adelphi, 1997, p. 45)
E Jayaratha, aggiunge la Silburn, nel suo commento a questo passo parla di unione della kuṇḍalinī con Śiva come sfregamento che dà reciproco godimento.
Una cerimonia tuttora in vigore nel Nepal e nel Bengala, la kumārī-pūjā ("adorazione della ragazza"), testimonia il rapporto fra la donna e la śakti. Una fanciulla vergine di circa dodici anni viene fatta sedere su un trono e tramite una funzione complessa, la ragazza viene deificata divenendo così temporaneamente personificazione della dea stessa, e in quanto tale adorata.
Il cakra-pūjā è una cerimonia religiosa di gruppo: cakra ("cerchio") indica qui il circolo di cui fanno parte i membri di una comunità tantrica. Il rito avviene di notte: attorno a un trono dedicato alla dea, gli officianti maschi si dispongono a ferro di cavallo. Il Signore del Cerchio assegna a ogni uomo una donna (a sorte o seguendo un piano solo a lui noto), che andrà a sedersi alla sinistra del compagno. Il rito prosegue con offerte alla dea, recitazione di mantra e meditazioni secondo un rituale complicato, al termine del quale ogni coppia si apparta.
Un rito molto esplicito è la yoni-pūjā ("adorazione della vagina"). Il rito fa parte di una tradizione vaiṣṇava ed è descritto nello Yoni Tantra. Una donna, opportunamente preparata e ornata, è collocata prima su un maṇḍala e poi fatta accomodare sulla coscia sinistra dello yogin che officia il rito. Costui procede con la cerimonia facendole bere del vino, recitando mantra e massaggiandole la vagina con pasta di sandalo, quindi si unisce a lei. Le secrezioni dell'eiaculazione sono poi offerte come oblazione alla dea. Diversi altri testi prescrivono l'unione sessuale rituale, talune molto particolari, come quella che si pratica di notte su cadaveri.
L'unione sessuale e l'uso del vino per fini rituali sono pratiche ritenute non ortodosse nel brahmanesimo, anzi proibite; e proibito al brahmano è in ogni caso il consumo di bevande alcooliche, di carne e pesce, stante al Manusmṛti (la "Legge di Manu"), testo fondamentale del codice e dell'etica hindu. Nelle tradizioni tantriche cosiddette della "mano sinistra" (vāmācāra) sono invece trasgredite proprio queste raccomandazioni, e la questione è nota come le pratica delle «cinque emme»: maithuna (unione sessuale), māṃsā (carne), madya (vino), matsya (pesce), mudrā (cereali arrostiti).
E a proposito del maithuna, questo Tantra della tradizione Kaula (XII secolo circa) sottolinea il significato spirituale dell'amplesso:
(Kulārṇava Tantra, V, 111-112; citato in Cattive tradizioni. Estratti dalla via della mano sinistra, a cura di Fabio Zanello, Coniglio editore, Roma, 2008)
Quando eseguito in accordo al Tantra il rituale sessuale culmina in una sublime esperienza di infinita consapevolezza, per entrambi i partecipanti. I Tantra specificano che il sesso ha tre finalità ben distinte - procreazione, piacere e liberazione. Coloro che cercano la liberazione evitano l'orgasmo frizionale per una forma più alta di estasi, e la coppia che prende parte al rituale si immobilizza in un abbraccio statico; diversi rituali sessuali sono raccomandati e praticati, comprendendo riti purificatori e preparatori elaborati e meticolosi. L'atto risulta in un equilibrio delle energie che scorrono nell'ida prāṇico nel corpo yogico di entrambi i partecipanti, il suṣumnā si risveglia e la kuṇḍalinī risale dentro di esso. Questo può infine culminare nel samādhi, dove le rispettive individualità di ciascuno sono completamente dissolte nella coscienza cosmica. I praticanti interpretano l'atto su molteplici livelli; i partecipanti maschio e femmina unendosi fisicamente rappresentano il dio e la dea, il principio maschile e quello femminile, e al di là del corpo fisico le due energie si fondono generando un unico indistinto.

#### Alimentazione
L'unione sessuale è vista nel tantrismo come la riproduzione umana delle nozze mistiche degli dei. La sacralità del cibo è complementare alla sacralità matrimoniale e sociale dell'unione sessuale.

Al cibo in sé sono attribuite proprietà afrodisiache, potenziate dall'osservanza di prescrizioni e riti religiosi specifici. Nelle ricette induiste per suscitare il desiderio, e assicurare fecondità alle donne e la virilità agli uomini, sono impiegate: spezie, senape, ghi, ambra grigia, orchidee selvatiche.

## Visione occidentale del Tantra
In Occidente, i primi orientalisti europei vedevano il Tantra come una forza sovversiva, antisociale, licenziosa e immorale colpevole della corruzione dell'induismo classico; molti oggi lo vedono invece come una celebrazione dell'uguaglianza sociale, della sessualità, del femminismo e della cultura del corpo, al punto che se ne è formata una variante occidentale (Neotantra), seppure criticata dai tantristi orientali.

### Sir John Woodroffe
Il primo studioso occidentale ad affrontare seriamente lo studio del Tantra fu il magistrato britannico Sir John Woodroffe (1865 – 1936), giudice presso la Corte Suprema del Bengala, che con lo pseudonimo di Arthur Avalon scrisse molti testi sul tema, anche traducendo dal sanscrito. Egli è comunemente considerato il "padre fondatore degli studi tantrici". A differenza dei suoi predecessori, Woodroffe era apologetico nei confronti del Tantra, difendendolo contro le innumerevoli critiche e presentandolo come un sistema etico-filosofico compatibile con i Veda e i Vedānta.

### Sviluppi successivi
Dopo Sir John Woodroffe, diversi studiosi cominciarono ad analizzare attivamente gli insegnamenti tantrici, alcuni restando in ambiti accademici, altri allontanandosene. Si ricordano la divulgatrice francese Lilian Silburn (1908 – 1993); lo storico delle religioni rumeno Mircea Eliade (1907 – 1986), uno dei primi a interessarsi dello yoga tantrico; il controverso e reazionario Julius Evola (1898 – 1974), che cercò di coniugare tantrismo e cultura occidentale; l'orientalista e accademico tedesco Heinrich Zimmer (1890 – 1943); Agehananda Bharati (1923 – 1991), nome monastico di Leopold Fischer, professore di antropologia presso la Syracuse University, il quale diede una lettura personale del mondo Tantra imperniata sull'edonismo e la sessualità; Aleister Crowley (1875 – 1947), occultista britannico, che si ispirò allo yoga tantrico per promulgare pratiche di magia sessuale; Omar Garrison, che nel 1964 pubblicò Tantra. The Yoga of Sex, contribuendo alla diffusione dell'idea del sesso come componente fondamentale del fenomeno tantrico e come "salvezza" per l'Occidente.
Il padre fondatore della psicologia analitica, Carl Gustav Jung (1875 – 1961), dedicò molti saggi al simbolismo del maṇḍala, considerando l'India come il paese dove i simboli dell'inconscio collettivo si manifestano più chiaramente.
Hugh Urban, Zimmer, Julius Evola, e Eliade vedevano il Tantra come «la culminazione di tutto il pensiero indiano: la forma più radicale di spiritualità e il cuore arcaico dell'India aborigena», e lo consideravano come la religione ideale dell'era moderna. Tutti e tre vedevano il Tantra come «il cammino più "trasgressivo" e "violento" verso il sacro». Zimmer elogiò il Tantra per il suo atteggiamento affermativo nei confronti del mondo:
(Urban, 2003, p. 168)

### Tantra nell'Occidente contemporaneo
Dopo queste prime presentazioni del Tantra, altri autori molto popolari come Joseph Campbell contribuirono a importare il Tantra nell'immaginario collettivo contemporaneo; il Tantra cominciò a essere visto come un "culto dell'estasi" che combina spiritualità e sessualità, in modo da agire come una forza correttiva dell'atteggiamento repressivo della cultura occidentale nei confronti del sesso.
La diffusione di una siffatta visione del Tantra avvenne soprattutto negli anni sessanta e in America, in sinergia coi movimenti di liberazione dei costumi, in particolare quelli relativi al sesso e all'uso di sostanze psicotrope. Alan Watts (1915 – 1973) fu uno dei più noti esponenti di questa controcultura, tanto da guadagnarsi il titolo di guru psichedelico della Beat Generation, il movimento culturale sorto negli anni cinquanta. Questa versione americanizzata del tantrismo divenne poi un elemento significativo della New Age, movimento degli anni ottanta.
Va menzionato, come divulgatore fra i più recenti, il guru indiano Osho Rajneesh (1931 – 1990), che nel 1981 si trasferì negli Stati Uniti, fondando nello stato dell'Oregon la comune "Rajneeshpuram". Al centro di numerose polemiche e fatti poco chiari, fu espulso e fece ritorno in India, dove proseguì il suo insegnamento fondando un movimento di ispirazione tantrica ("Osho International Meditation Resort"), che vanta numerosi adepti. Osho tenne numerose conferenze esponendo un sincretismo fra valori religiosi orientali e occidentali. Negli Stati Uniti, guidato da Nick Douglas, prosegue tuttora l'insegnamento del guru nell'associazione "New Tantric Order in America".
All'interno della occidentalissima New Age, la visione del Tantra, diventato ormai popolare in Occidente, subì un'ulteriore e significativa trasformazione, dando luoghi a fenomeni come il neotantrismo, corrente invero molto differente dalla tradizione tantrica originale indiana. Per molti lettori occidentali moderni, "Tantra" è diventato un sinonimo di "sesso spirituale" o "sessualità sacra", il concetto che il sesso stesso debba essere santificato in quanto capace di elevare la coppia ad un piano di spiritualità superiore..
Sebbene il Neotantra adotti molti dei termini e dei concetti del Tantra indiano, in esso le tradizionali fondamenta di guruparampara (la trasmissione della dottrina da maestro a maestro) e delle regole di condotta rituale sono state epurate. Il fenomeno è poi molto evidente, per esempio, nelle librerie, ove la gran parte dei testi sul Tantra che si trovano fra gli scaffali è inequivocabilmente legata al sesso.
Secondo Hugh Urban, la maggior parte degli studiosi occidentali critica il Neotantra: «Almeno dal tempo di Agehananda Bharati, la maggior parte degli studiosi occidentali è stata fortemente critica di queste nuove forme di pop-Tantra o neo-Tantra. Questo "California Tantra" come Georg Feuerstein lo chiama, è "basato su un profondo fraintendimento del cammino tantrico. Il loro errore principale è di confondere la beatitudine tantrica [...] con l'ordinario piacere orgasmico"». Urban poi chiarisce che personalmente non considera il neo-Tantra "sbagliato" o "falso" ma piuttosto «semplicemente una diversa interpretazione di una specifica situazione storica».
Shambhavi Saraswati, direttrice spirituale dell'organizzazione no profit "Jaya Kula", riporta una descrizione sintetica ma efficace della differenza tra Tantra e Neotantra: «Il neo-Tantra ritualizza il sesso. Il vero Tantra sessualizza il rituale».

### Testi di approfondimento
- (EN)  Avalon, Arthur, Shakti and Shakta, Essays and Adresses on the Tantra Shastra, Madras: Ganesh & Co, 1917 (1951, 4 ed.) 750 p.p. ISBN 81-85988-03-X.
- (EN)  Banerjee, Sures Chandra, Tantra in Bengal: a study in its origin, development, and influence. (Second Revised and Enlarged ed.), Delhi: Manohar, (1992 first ed) - 352 p. ISBN 81-85425-63-9
- (EN)  Davidson, Ronald M., Indian Esoteric Buddhism: A Social History of the Tantric Movement, New York, 2002.
- (EN)  Faure, Bernard, The Red Thread: Buddhist Approaches to Sexuality, Princeton, N.J., 1998.
- (EN)  Goudriaan, Teun, Sanjukta Gupta, Hindu Tantric and Sākta Literature, Wiesbaden, 1981.
- (EN)  Gupta, Sanjukta, Dirk Jan Hoens, Teun Goudriaan, Hindu Tantrism, Leiden, 1979.
- (EN)  Kværne, Per, On the Concept of Sahaja in Indian Buddhist Tantric Literature, Temenos 11 (1975): 88–135.
- (EN)  Nandi, Ramendra Nath, Religious Institutions and Cults in the Deccan, Delhi, 1973.
- (EN)  Robinson, James (traduttore),  Buddha's Lions: The Lives of the Eighty-Four Siddhas, Berkeley, Calif., 1979.
- (EN)  Samuel, Geoffrey, Civilized Shamans: Buddhism in Tibetan Societies, Washington, D.C., 1993.
- (EN)  Smith, Brian K., Tantrism: Hindu Tantrism, New York, 2005.
- (EN)  Snellgrove, David, Indo-Tibetan Buddhism: Indian Buddhists and Their Tibetan Successors, 2 voll., Boston, 1987, 1995.
- (FR)  Strickmann, Michel, Mantras et mandarins: Le bouddhisme tantrique en Chine, Paris, 1996.
- (EN)  White, David Gordon, Kiss of the Yoginī: "Tantric Sex" in Its South Asian Contexts, Chicago, 2003.
- (EN)  Bagchi, tradotto da Michael Magee, Kaulajnana-nirnaya of the School of Matsyendranath, Varanasi, Prachya Prakashan, 1986
- (EN)  Ronald M. Davidson, Indian Esoteric Buddhism: A Social History of the Tantric Movement, Columbia University Press, 2003, ISBN 81-208-1991-8
- (EN)  Ronald M. Davidson, Tibetan Renaissance: Tantric Buddhism in the Rebirth of Tibetan Culture, Columbia University Press, 2005, ISBN 0-231-13471-1
- Elmar e Michaela Zadra, Tantra e meditazione, Rizzoli, 2006 ISBN 88-17-01185-1
- (EN)  Georg Feuerstein, Tantra: The Path of Ecstasy, Boston, Shambhala, 1998, ISBN 1-57062-304-X
- (FR)  René Guénon, Études sur l'Hindouisme, 1966
- (EN)  Geshe Kelsang Gyatso, Tantric Grounds and Paths, Glen Spey, Tharpa Publications, 2003
- (EN)  Pandurang Vaman Kane, History of Dharmashastra (Ancient and Mediaeval Religious and Civil Law), 5 Volumi, Bhandarkar Oriental Research Institute, Poona, 1930–1962
- (EN)  Michael Magee, traduzione, Yoni Tantra, 1984
- (EN)  Shri Gurudev Mahendranath, The Scrolls of Mahendranath, International Nath Order, Seattle, 1990
- (EN)  Ajit Mookerji, The Tantric Way: art, science, ritual, Thames and Hudson, Londra, 1997
- (EN)  T. A. Gopinatha Rao, Elements in Hindu Iconography, Vol 1, Madras, Law Printing House, 1914, ristampa New York, Garland Publishing, 1981
- (EN)  Swami Sivananda, Kundalini Yoga
- (EN)  Hugh Urban, The Conservative Character of Tantra: Secrecy, Sacrifice and This-Worldly Power in Bengali Śākta Tantra, International Journal of Tantric Studies, Vol 6, No. 1, 2002
- (EN)  Hugh Urban, Tantra: Sex, Secrecy, Politics, and Power in the Study of Religions, University of California Press, 2003
- (EN)  Benjamin Walker, Tantrism: Its Secret Principles and Practices, Acquarian Press, London, 1982; Borgo Press, 1983, ISBN 0-85030-272-2
- (EN)  David Gordon White, Kiss of the Yogini: "Tantric Sex" in its South Asian Contexts, University of Chicago Press, 2003
- (EN)  David Gordon White, The Alchemical Body: Siddha Traditions in Medieval India, University of Chicago Press, 1998
- Franca Sacchi, Tantra, spiritualità e armonia sessuale, De Vecchi Editore, ISBN 88-412-2783-4
- (EN)  Mahadevan T.M.P., prefazione ad Arthur Avalon, Garland of Letters, Ganesh and Company Madras, 6th ed. 1974.
- (EN)  Taylor, Kathleen (2001). Sir John Woodroffe, Tantra and Bengal: 'an Indian soul in a European body?'. SOAS London studies on south Asia. Illustrated edition. Routledge. ISBN 0-7007-1345-X, 9780700713455. Source:  (accessed: Monday May 3, 2010).